# اندونویل
اندونویل (به فرانسوی: Andonville) یک کمون در فرانسه است که در canton of Outarville واقع شده‌است. اندونویل ۱۱٫۹۴ کیلومتر مربع مساحت دارد.